# Parque Terra Nostra

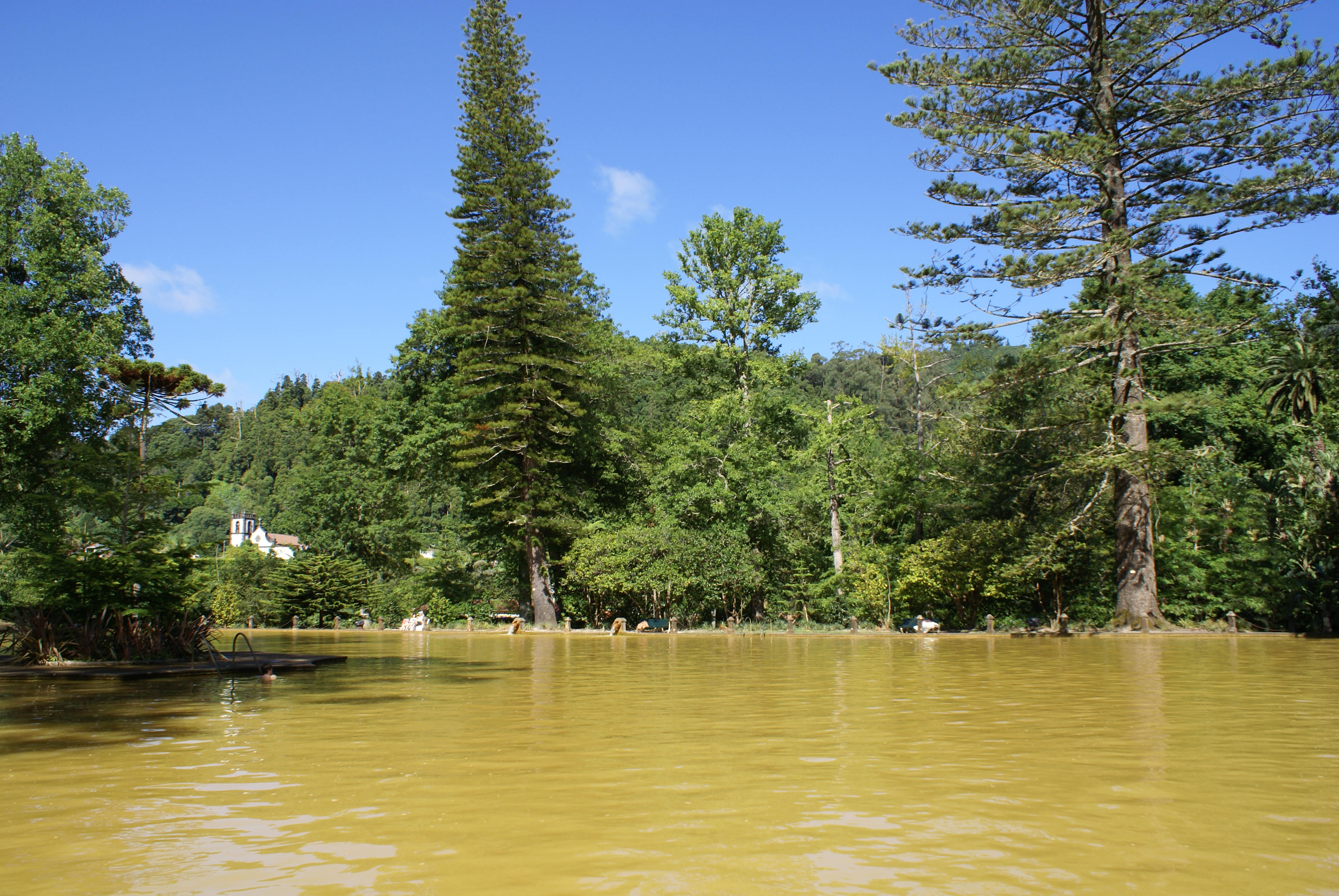
Parque Terra Nostra, Piscina de água férrea.

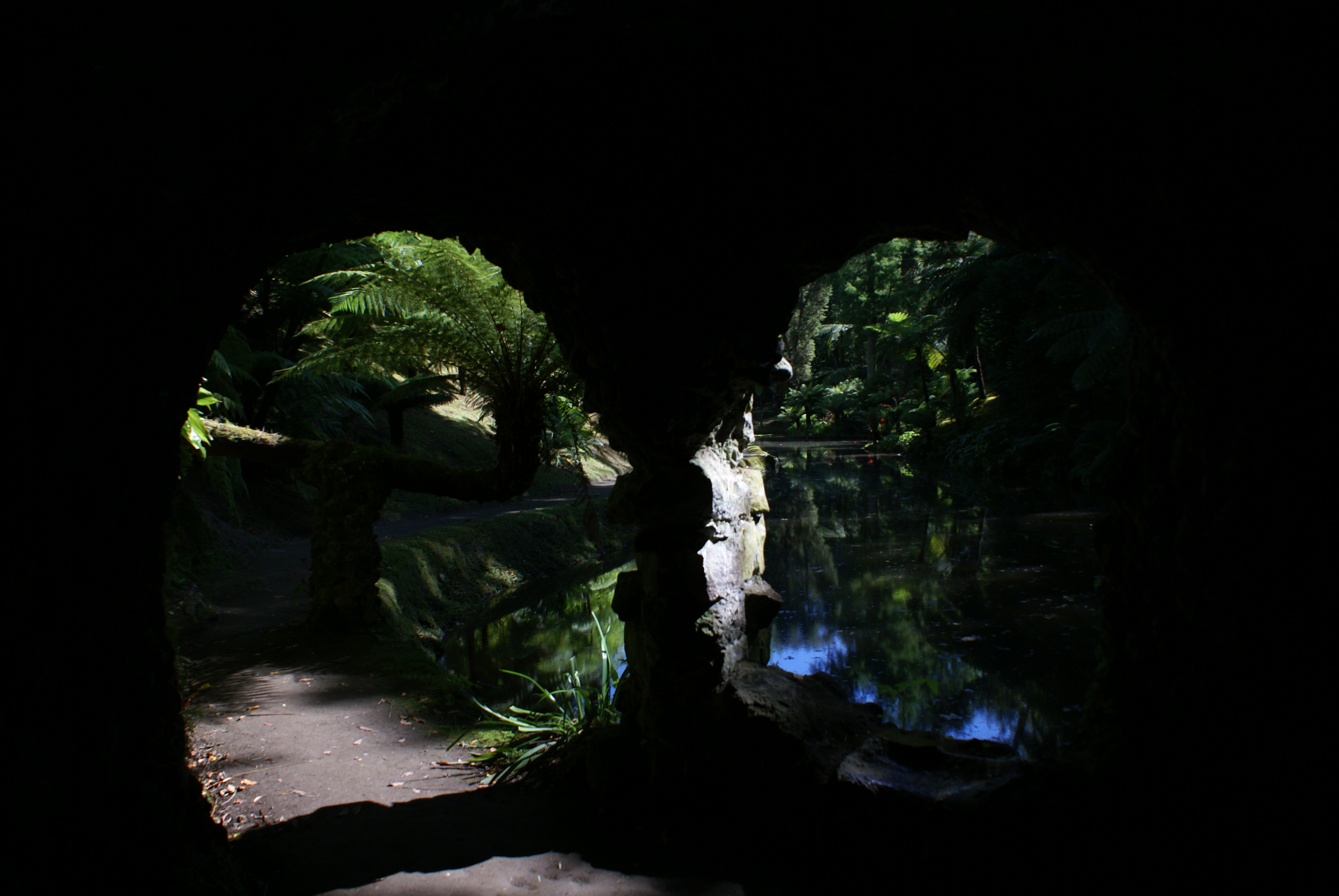
Parque Terra Nostra, Grutas.

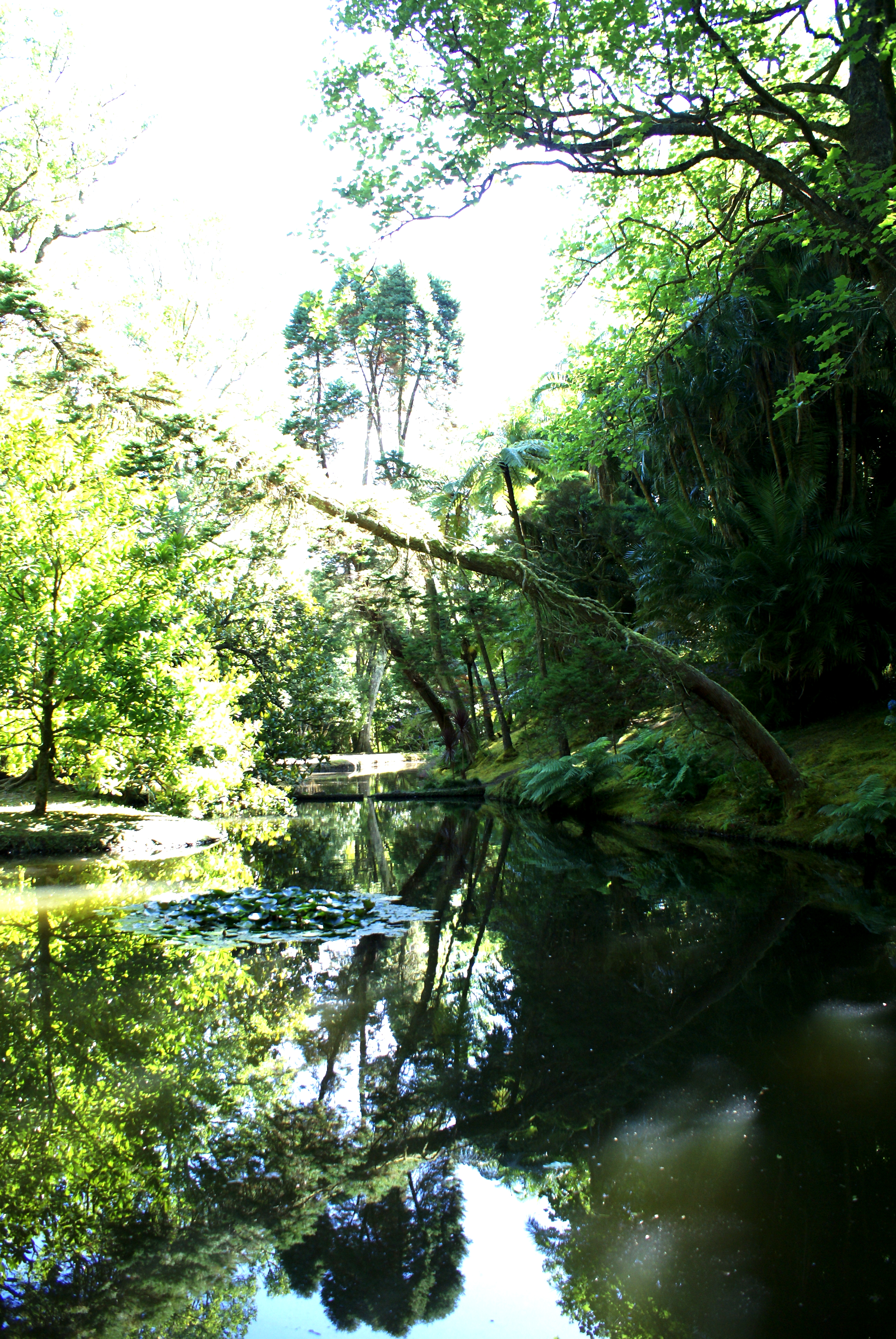
Parque Terra Nostra, lago.

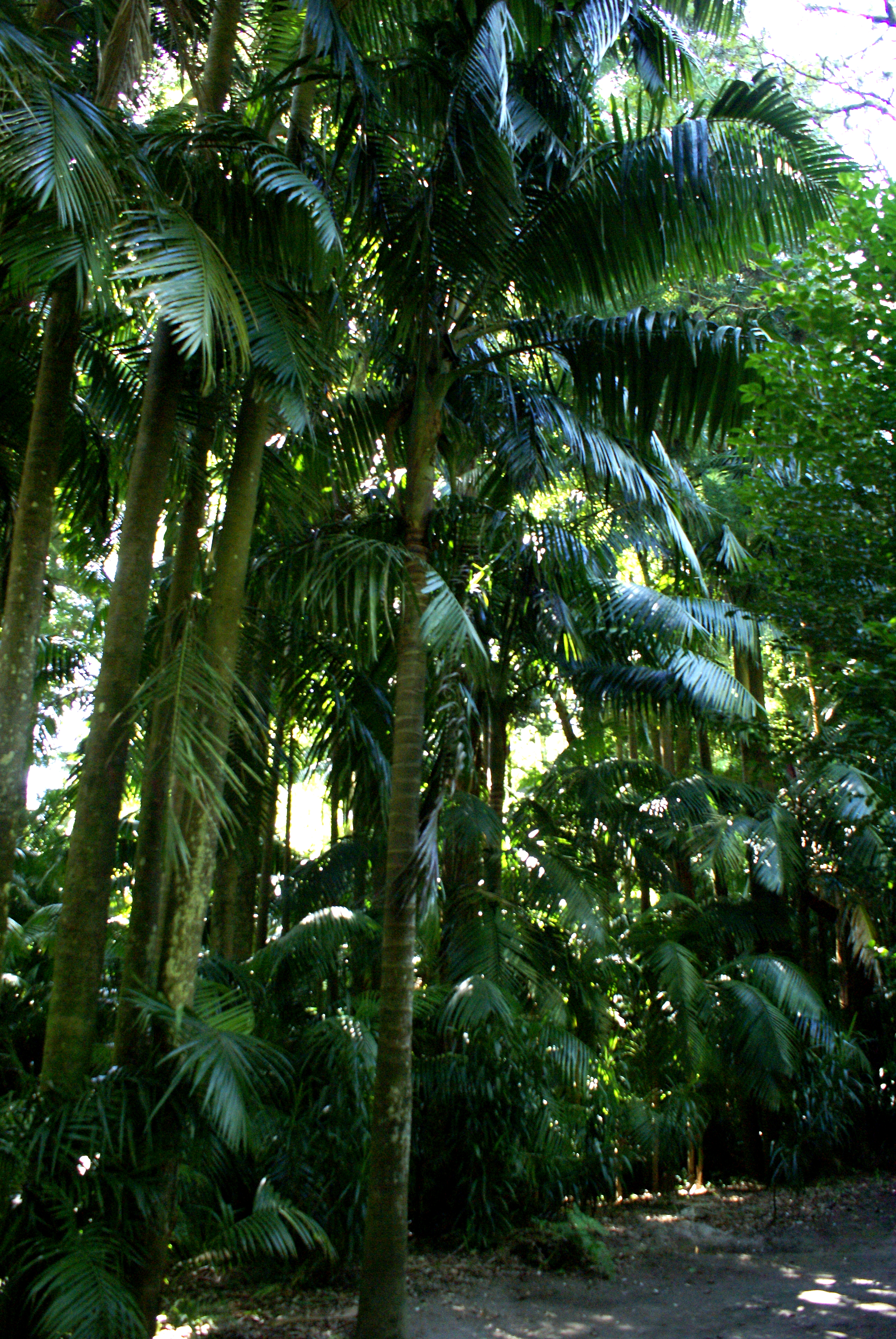
Parque Terra Nostra, palmeiral.

O Parque Terra Nostra é um jardim botânico português localizado no Vale das Furnas, concelho da Povoação, ilha de São Miguel, aquipélago dos Açores.
Este parque encerra uma das maiores colecções do mundo de camélias, tendo mais de 600 genros diferente e também a maior colecção da Europa de Cicas.
A fundação deste jardim botânico recua a 1780, quando o então Cônsul dos Estados Unidos na ilha de São Miguel, Thomas Hickling, mandou construir neste espaço a sua residência de Verão, então conhecida como Yankee Hall.
Foi no entanto em meados do século XIX que o jardim propriamente dito teve uma grande desenvolvimento, da área ocupada de dois hectares, por iniciativa dos seus sucessivos proprietários, fossem os Viscondes da Praia ou mais tarde a família Bensaude, aumentou gradualmente até ter uma dimensões bastante confortáveis.
Corria o ano de 1848 e depois de comprado pelo 1.º Visconde da Praia, Duarte Borges da Câmara e Medeiros, este parque veio a sentir o seu primeiro e grande aumento, neste altura foi feita a criação dos jardins de água e à plantação de alamedas sombrias e de canteiros de flores, bem como à substituição do Yankee Hall pela actual Casa do Parque, que neste momento se encontra dedicada à hotelaria.
Foi em 1872, e já nas mãos do 2.º Visconde da Praia, António Borges de Medeiros Dias da Câmara e Sousa, que se deu o ordenamento do jardim, tendo-se nesta altura recorrido a especialistas, tanto portugueses como ingleses. Estes especialistas procederam à reconstrução do actual canal serpentiforme, das grutas, das avenidas de buxo, e, ainda, dos caminhos ladeados de laranjeiras, já desaparecidas.
Foi também sob o comando do 2º. Visconde que se procedeu ao plantio de parte significativa das árvores mais emblemáticas, que dominam as diversas áreas do Parque e que foram importadas, vindo algumas de zonas tão distantes e díspares como a América do Norte, a Austrália, a Nova Zelândia, a China e a África do Sul.
Decorriam os anos 30 do século XX, o Parque Terra Nostra, foi adquirido por Vasco Bensaúde, que viu neste parque um complemento ao recentemente inaugurado Hotel Terra Nostra. Nesta altura é de novo ampliado, alcançando a área de 12,5, divididos por jardins e matas.
Foi Vasco Bensaude, pessoa possuidora de grandes conhecimentos em botânica e jardinagem, que manda então fazer a recuperação do Parque. Para isso dá a direcção do mesmo ao seu jardineiro de origem escocesa, John McEnroy.
Nesta altura são feitas obras de manutenção na Casa do Parque e na piscina de água férrea e natural, de cor castanha e cuja temperatura ronda os 25 graus, sendo a piscina forrada a pedra de cantaria e introduzidas novas plantas exóticas de forma a aumentar o número de espécies existentes.
Este parque, considerado um dos mais bonitos do mundo pela revista Condé Nast Travel das Condé Nast Publications, está aberto todos os dias da semana entre as 10:00 e as 19:00.